# ジョー・マーチャント
ジョー・マーチャント（Joe Marchant、1996年7月16日 - ）は、トップ14スタッド・フランセ・パリに所属するラグビーユニオン選手。

## プロフィール
- イングランド・ウィンチェスター出身[1]。
- ポジションはセンター(CTB)。
- 身長 182cm、体重 89kg[2]
- U20イングランド代表に選ばれたことがある[3]。
- イングランド代表キャップは15（2023年8月現在）。

## 略歴
ハーレクインズを経て、2020年、ブルーズに6か月限定で加入。